# Cryphia medioochracea
Cryphia medioochracea là một loài bướm đêm trong họ Noctuidae.